# Kalmte Kan U Redden
Kalmte Kan U Redden was een quizprogramma van Panenka met Tom Lenaerts. Het werd uitgezonden op zondagavond op de Belgische televisiezender Eén met gemiddeld 1 tot 1,3 miljoen kijkers.

## Concept
Tijdens het spel wordt het stressniveau van de vijf kandidaten gemeten met een hartslagmonitor. Hoe rustiger ze blijven, hoe meer punten ze verdienen bij een goed antwoord. Na de eerste twee rondes strijden de twee laagst geklasseerden tegen elkaar en valt telkens één kandidaat af. Na de derde ronde strijden de twee hoogst geklasseerden tegen elkaar voor de finaleplaats. De finalist krijgt tijdens de finaleronde tegelijk zowel mondelinge als schriftelijke vragen via een beeldscherm voorgeschoteld. Wie tijdens de finale binnen een beperkte tijd twintig juiste antwoorden geeft krijgt 10.000 euro.

## Geschiedenis
Op 13 september 2015 startte het eerste seizoen met dertien afleveringen. Het was de eerste productie van Panenka, het productiehuis dat Tom Lenaerts met Kato Maes oprichtte in 2014. Op 23 oktober 2016 startte het tweede seizoen van andermaal dertien afleveringen. Het derde seizoen ging van start op 9 september 2018.